# Črna murva
Črna murva (znanstveno ime Morus nigra) je listopadno drevo iz družine murovk z užitnimi plodovi, ki izvira iz jugozahodne Azije in Male Azije. 

## Opis
Črna murva je na videz podobna beli murvi, le da ima močnejše in bolj hrapavo deblo in veje. Zraste od 10 do 15 metrov visoko, krošnja pa je gosta. Listi so na mladih vejah veliki 23 cm, na starih vejah pa so dolgi od 10 do 20 cm in široki od 6 do 10 cm. Na veje so nameščeni na nekoliko krajših pecljih kot listi bele murve, žleb pa je pri njih le nakazan. Na bazi so listi izrazito srčasti. Sicer se delijo na 3 do 5 krp, lahko pa so tudi nedeljeni. Zgornja plast listne ploskve je temno zelena, spodnja pa je dlakava. 
Cvetovi so enospolni. Iz oplojenih cvetov se razvijejo soplodja, dolga od 2 do 3 cm. Zreli plodovi so izjemno polnega okusa, barva pa je temno vijolična do skoraj povsem črna, po čemer je drevo dobilo svoje ime. Za razliko od plodov bele morve so nezreli plodovi kisli.

## Razširjenost in uporabnost
Črno murvo že od nekdaj gojijo zaradi okusnih plodov, iz katerih kuhajo marmelado ali sirup. Iz prvotne domovine so drevo že v antiki razselili po sredozemskih deželah, danes pa je razširjena vse do Indije, Pakistana in Afganistana na vzhodu, v 17. stoletju pa so jo zanesli tudi v Veliko Britanijo v upanju, da bodo na njih gojili sviloprejke. Zaradi bolj trdega listja od listov bele murve, je črna murva manj primerna za hrano sviloprejkam, zaradi česar projekt ni uspel. Drevo dobro prenaša sušo, pa tudi na mraz je manj občutljivo od bele murve in lahko uspeva vse do nadmorskih višin okoli 1000 metrov. 
Razmnožuje se s semeni, potaknjenci, grebenicami in s cepljenjem.

## Galerija
- Ženski cvetovi
- zreli plodovi